# Ян Веріх
Ян Веріх (чеськ. Jan Werich, 6 лютого 1905, Прага, Богемське королівство, Австро-Угорщина — 31 жовтня 1980, Прага, Чехословаччина) — чеський комедійний актор, драматург, сценарист, письменник.

## Біографія
Після закінчення гімназії вивчав юридичні науки в Карловому університеті в Празі.
На сцені з 1922 року. У 1926 році Ян Веріх і Їржі Восковец виступали в дуеті із сатиричними скетчами, естрадними програмами.
У 1927 році разом із Восковцом створив Звільнений театр в Празі. Це був театр-буф, з цирком і феєрверками, з куплетами, джазом та балетом, відкритим спілкуванням із залом, віршами й драматургією — театр імпровізації. У 1927—1935 роки разом з Іржі Восковцом виступав на сцені Звільненого театру, з 1935 по 1937 роки — в театрі «Spoutaného». Знамените шоу-огляд «Бест Покет-ревю» за участю дуету Веріх-Восковец мало гучний успіх.
У 1937 році Веріх і Восковец повернулися у Звільнений театр і працювали до 1938 року, коли фашистська влада закрила театр.
У 1939 році Ян Веріх з Іржі Восковцем і композитором Ярославом Джешеком покинули Чехословаччину і жили в США, де в чеській громаді виступали з концертами, грали в театрах Клівленда, Філадельфії, Бостона. У 1945 році Веріх і Восковец повернулися на батьківщину, працювали у Звільненому театрі до 1948 року. У 1950 році партнер Веріха Іржі Восковец емігрував до США, де став визнаним актором і режисером на Бродвеї.
У 1956—1961 роки Ян Веріх був директором театру «ABC». З 1960 року виступає з сатиричними номерами і скетчами з партнером Мирославом Хорнічеком.

## Творчість
У кіно з 1931 року. Дует Веріх — Восковец виконали головні ролі у фільмах «Пудра і бензин» (1931), «Світ належить нам» (1937), «У нас в Коцоуркові» (1932), «Гроші або життя» (1932), «Гей, ухнемо! / Гей, РУП!» (1934), що створені на основі їхніх театральних вистав (автори сценаріїв — Веріх і Восковец). Ці фільми поклали початок жанру сатиричної комедії Чехословаччини.
У 1949 році Ян Веріх повернувся в кіно — виконав роль Герінга в пропагандистській стрічці радянського режисера Михайла Чіаурелі «Падіння Берліна» (1949).
Створив образ слабовільного, примхливого, самозакоханого деспота Рудольфа II і пекаря Маея у фільмі режисера М. Фріча «Пекар імператора — Імператор пекаря» (1951, Державна премія Чехословаччини, 1952). Виконав ролі Оливи та фокусника в комедії «Ось прийде кіт» (1963). У 1970—1971 роках виконував роль пана Віоли в комедійному серіалі 1972 року про пана Тау:
- Pan Tau a tisíc kouzel[7]
- Pan Tau a taxikár[8]
- Pan Tau a Claudie[9]
- Pan Tau a cesta kolem světa[10]
- Pan Tau v cirkusu[11]
- Hledá se pan Tau[12]
- Pan Tau to zarídí[13]

З 1961 року з успіхом працював на телебаченні, знімався в телевізійних комедіях. Став відомий і як сценарист, драматург і письменник. Народний артист Чехословаччини (1963).

## Вшанування пам'яті
До 100-річного ювілею Яна Веріха в Чехії випущена монета у 200 крон із зображенням великого коміка.
На честь комедійного дуету Восковец — Веріх названо астероїд 2418 Восковец-Веріх, відкритий 26 жовтня 1971 року чехословацьким астрономом Любошем Когоутеком.